# دهه ۲۰۳۰ (میلادی)
دهه ۲۰۳۰ (میلادی) دویست و سومین دهه تقویم میلادی است. این دهه در ژانویه ۱ سال ۲۰۳۰ آغاز و در دسامبر ۳۱ سال ۲۰۳۹ به پایان می‌رسد.

## مناسبت‌ها و پیش بینی‌ها
- در پایان این دهه اداره آمار آمریکا جمعیت کرهٔ زمین را ۸٫۴ میلیارد نفر پیش بینی می‌کند.[۱]